# Simon Wiesenthal
Simon Wiesenthal (vízental), (pol. Szymon Wiesenthal, hebrejsko שמעון ויזנטל), nemški publicist judovskega rodu, * 31. december 1908, Bučač (ukr. Бучач; pol. Buczacz), † 20. september 2005, Dunaj.

## Življenje in delo
Simon Wiesenthal se je rodil v Galiciji. Arhitekturo je študiral v Lvovu in Pragi. Nacisti so ga aretirali 1941. leta in do konca vojne je preživel v dvanajstih koncetracijskih taboriščih. 
Leta 1947 je v avstrijskem Linzu ustanovil Center za zbiranje dokumentov o usodah Judov. Posebno aktiven je bil pri odkrivanju nekdanjih nacističnih vojnih zločincev. Leta 1960 so z njegovo pomočjo v Argentini pripadniki izraelskega mosada ugrabili »arhitekta« iztrebljanja judov A. Eichmanna in pripeljali pred izraelsko sodišče. Od leta 1961-2003 je vodil Judovski dokumentacijski center na Dunaju. O usodi in preganjanju Judov je objavil številne knjige. in je nosilec mnogih mednarodnih odlikovanj. 
ZRC SAZU mu je leta 1994 podelil naziv častni član za razgaljanje nacističnih zločinov ter pomoč pri raziskovanju antisemitizma in holokavsta v Sloveniji.